# حیران علیا
حیران علیا یکی از روستاهای استان گیلان است که در دهستان حیران شهرستان آستارا واقع شده‌است.